# Казиев, Вагиф Минажудинович
Вагиф Минажудинович Казиев (10 июня 1986) — российский борец вольного стиля и тренер. Мастер спорта России международного класса.

## Биография
Борьбой занимается с 1996 года. Тренировался в московской спортивной школе «Витязь» под руководством Владимира Александрович Григорьева. В начале августа 2002 года в Вильнюсе занял 6 место на первенстве Европы среди кадетов (до 17 лет). В середине июля 2003 года в Скопье стал победителем Первенства Европы среди кадетов (до 17 лет). В начале июля 2005 года в Вильнюсе, одолев в финале Малхаза Закруа из Грузии, стал победителем Первенства мира среди юниоров U19. 30 ноября 2005 года ему было присвоено звание мастер спорта России международного класса. С 2012 года работает тренером.

## Достижения
- Первенство Европы по борьбе среди кадетов U17 2002 — 6;
- Первенство Европы по борьбе среди кадетов U17 2003 — ;
- Первенство мира по борьбе среди юниоров U19 2005 — ;
- Чемпионат мира по борьбе среди студентов 2008 — 5;

## Известные воспитанники
- Мамедов, Шамиль Алиевич — призёр чемпионата мира[4];
- Хидиров, Салман Рамидинович — чемпион Болгарии;

## Личная жизнь
В 2009 году окончил Российский университет спорта «ГЦОЛИФК».